# Tour der französischen Rugby-Union-Nationalmannschaft nach Argentinien und Neuseeland 2003
| Tour der Franzosen nach Argentinien und Neuseeland 2003 | Tour der Franzosen nach Argentinien und Neuseeland 2003 | Tour der Franzosen nach Argentinien und Neuseeland 2003 | Tour der Franzosen nach Argentinien und Neuseeland 2003 | Tour der Franzosen nach Argentinien und Neuseeland 2003 |
| Übersicht                                               | S                                                       | G                                                       | U                                                       | N                                                       |
| ------------------------------------------------------- | ------------------------------------------------------- | ------------------------------------------------------- | ------------------------------------------------------- | ------------------------------------------------------- |
| Test Matches                                            | 3                                                       | 0                                                       | 0                                                       | 3                                                       |
|                                                         |                                                         |                                                         |                                                         |                                                         |
| Argentinien                                             | 1                                                       | 0                                                       | 0                                                       | 1                                                       |
| Neuseeland                                              | 2                                                       | 0                                                       | 0                                                       | 2                                                       |

Die Tour der französischen Rugby-Union-Nationalmannschaft nach Argentinien und Neuseeland 2003 umfasste eine Reihe von Freundschaftsspielen der französischen Rugby-Union-Nationalmannschaft. Sie reiste im Juni 2003 durch Argentinien und Neuseeland, wobei sie während dieser Zeit drei Spiele bestritt. Es handelte sich um ein Test Match gegen die argentinische und zwei weitere gegen die neuseeländische Nationalmannschaft. Spiele gegen regionale Auswahlteams standen keine auf dem Programm. Die Franzosen verloren sämtliche Partien.
Es handelte sich um die letzte Tour der Franzosen im traditionellen Sinne; an ihre Stelle traten die Mid-year Internationals und End-of-year Internationals.

## Spielplan
- Hintergrundfarbe rot = Niederlage

(Ergebnisse aus der Sicht Frankreichs)
| # | Datum         | Gegner      | Ort          | Stadion                 | Ergebnis |
| - | ------------- | ----------- | ------------ | ----------------------- | -------- |
| 1 | 14. Juni 2003 | Argentinien | Buenos Aires | Estadio José Amalfitani | 6:10     |
| 2 | 20. Juni 2003 | Argentinien | Buenos Aires | Estadio José Amalfitani | 32:33    |
| 3 | 28. Juni 2003 | Neuseeland  | Christchurch | Lancaster Park          | 23:31    |

## Test Matches
| 14. Juni 2003 | Argentinien                                                                | 10 : 6         | Frankreich                    | Estadio José Amalfitani, Buenos Aires Schiedsrichter: Steve Lander (England) |
| 14. Juni 2003 | Versuche: Núñez Piossek Erhöhungen: F. Contepomi Straftritte: F. Contepomi | (10:0) Bericht | Straftritte: Delaigue Traille | Estadio José Amalfitani, Buenos Aires Schiedsrichter: Steve Lander (England) |

Aufstellungen:
- Argentinien: Patricio Albacete, Diego Albanese, Lisandro Arbizu , Felipe Contepomi, Manuel Contepomi, Ignacio Corleto, Ignacio Fernández Lobbe, Nicolás Fernández Miranda, Mario Ledesma, Gonzalo Longo, José Núñez Piossek, Lucas Ostiglia, Santiago Phelan, Mauricio Reggiardo, Martín Scelzo 
 Auswechselspieler: Santiago González Bonorino, Juan Martín Hernández, Federico Méndez, Pedro Sporleder
- Frankreich: David Auradou, Jean Bouilhou, Thomas Castaignède, Yann Delaigue, Pieter de Villiers, Christophe Dominici, Fabien Galthié , Christian Labit, Olivier Milloud, Clément Poitrenaud, Aurélien Rougerie, Jean-Baptiste Rue, Patrick Tabacco, Jérôme Thion, Damien Traille 
 Auswechselspieler: Imanol Harinordoquy, Sylvain Marconnet

| 20. Juni 2003 | Argentinien                                                                                       | 33 : 32         | Frankreich                                                                                        | Estadio José Amalfitani, Buenos Aires Schiedsrichter: Andrew Cole (Australien) |
| 20. Juni 2003 | Versuche: Hernández Orengo Erhöhungen: Quesada Straftritte: Quesada (5) Dropgoals: Arbizu Quesada | (21:12) Bericht | Versuche: Elhorga Jauzion Erhöhungen: Michalak (2) Straftritte: Delaigue (2) Michalak (3) Traille | Estadio José Amalfitani, Buenos Aires Schiedsrichter: Andrew Cole (Australien) |

Aufstellungen:
- Argentinien: Diego Albanese, Rimas Álvarez Kairelis, Lisandro Arbizu , Federico Méndez, Ignacio Fernández Lobbe, Nicolás Fernández Miranda, Roberto Grau, Juan Martín Hernández, Roland Martín, José Orengo, Lucas Ostiglia, Santiago Phelan, Gonzalo Quesada, Martín Scelzo, Hernán Senillosa 
 Auswechselspieler: Felipe Contepomi, Bernardo Stortoni
- Frankreich: David Auradou, Yannick Bru, Sébastien Chabal, Vincent Clerc, Yann Delaigue, Pieter de Villiers, Pepito Elhorga, Fabien Galthié , Imanol Harinordoquy, Yannick Jauzion, Christian Labit, Sylvain Marconnet, Aurélien Rougerie, Jérôme Thion, Damien Traille 
 Auswechselspieler: Frédéric Michalak, Jean-Baptiste Rue

| 28. Juni 2003 19:35 NZST | Neuseeland                                                            | 31 : 23         | Frankreich                                                                                                  | Lancaster Park, Christchurch Zuschauer: 36.500 Schiedsrichter: André Watson (Südafrika) |
| 28. Juni 2003 19:35 NZST | Versuche: Rokocoko (3) Erhöhungen: Carter (2) Straftritte: Carter (4) | (19:13) Bericht | Versuche: Jauzion Marconnet Erhöhungen: Merceron Michalak Straftritte: Michalak Traille Dropgoals: Michalak | Lancaster Park, Christchurch Zuschauer: 36.500 Schiedsrichter: André Watson (Südafrika) |

Aufstellungen:
- Neuseeland: Daniel Carter, Jerry Collins, Steve Devine, Dave Hewett, Doug Howlett, Chris Jack, Richie McCaw, Malili Muliaina, Anton Oliver, Joe Rokocoko, Greg Somerville, Carlos Spencer, Reuben Thorne , Tana Umaga, Ali Williams 
 Auswechselspieler: Marty Holah, Byron Kelleher, Keven Mealamu, Kees Meeuws, Brad Thorn
- Frankreich: Yannick Bru, Vincent Clerc, Fabien Galthié , Imanol Harinordoquy, Yannick Jauzion, Sylvain Marconnet, Nicolas Mas, Frédéric Michalak, Lionel Nallet, Clément Poitrenaud, Aurélien Rougerie, Patrick Tabacco, Jérôme Thion, Damien Traille, Elvis Vermeulen 
 Auswechselspieler: David Auradou, Sébastien Chabal, Pieter de Villiers, Pepito Elhorga, Christian Labit, Gérald Merceron